# Михайловка (Каменський район)
Миха́йловка (рос. Михайловка) — селище у складі Каменського району Алтайського краю, Росія. Входить до складу Верх-Аллацької сільської ради.

## Населення
Населення — 4 особи (2010; 94 у 2002).
Національний склад (станом на 2002 рік):
- росіяни — 92 %